# Kosakowo
Kosakowo (Kossakau in tedesco) è un comune rurale polacco del distretto di Puck, nel voivodato della Pomerania.
Ricopre una superficie di 47,37 km² e nel 2007 contava 8 540 abitanti.